# Хидетоши Наката
Хидетоши Наката (јап. 中田 英寿; Кофу, Јаманаши, 22. јануар 1977) је бивши јапански фудбалер и репрезентативац.

## Каријера
Професионалну каријеру је отпочео са 18 година у екипи Белмаре Хирацука у јапанској Џеј лиги. Након Светског првенства у Француској, Наката је прешао у италијанску Перуђу уз обештећење од 4 милиона долара. Тиме је постао други јапански играч који је заиграо у Серији А. Пре њега је за Ђенову наступао Казујоши Мијура.
У јануару 2000. је након сезоне и по проведене у Перуђи прешао у Рому, уз обештећење од 29 милиона долара. По доласку у Рому дао је велики допринос освајању титуле првака Италије. Најбољу утакмицу у дресу Роме је одиграо 6. маја 2001. на стадиону Деле Алпи, против Јувентуса. У игру је ушао тада са клупе уместо Франческа Тотија при вођству Јувентуса од 2:0. Успео је да савлада Едвина ван дер Сара шутем са преко 25 m, а учествовао је и у акцији код другог гола којим је Винченцо Монтела донео изједначење.
Лета 2001. Наката је прешао у Парму у којој је провео две и по сезоне. Јаануара 2004. је позајмљен Болоњи у којој је остао до краја сезоне. Након истека позајмице је отишао у Фјорентину. Тамо је одиграо једну сезону након чега је позајмљен премијерлигашу Болтон вондерерсу. У Енглеској је одиграо последњу сезону у својој каријери.

## Репрезентација
Наката је прошао све репрезентативне селекције. Учествовао је на Светском првенству за играче до 17 година 1993. и био је стрелац једног гола. На Светском првенству за играче да 20 година 1995. два пута се уписао у листу стрелаца. Учествовао је и на олимпијским играма 1996. и олимпијским играма 2000.
За сениорску репрезентацију је дебитовао маја 1997. против Јужне Кореје. Учествовао је на три светска првенства, 1998, 2002. и 2006, као и на три Купа конфедерација, 2001, 2003. и 2005. Након Светског првенства 2006. одлучио је да се опрости од активног играња фудбала.

## Статистика
| Јапан  | Јапан | Јапан |
| Год.   | Ута.  | Гол.  |
| ------ | ----- | ----- |
| 1997   | 16    | 5     |
| 1998   | 10    | 1     |
| 1999   | 3     | 0     |
| 2000   | 4     | 0     |
| 2001   | 7     | 1     |
| 2002   | 8     | 2     |
| 2003   | 11    | 1     |
| 2004   | 2     | 0     |
| 2005   | 10    | 0     |
| 2006   | 6     | 1     |
| Укупно | 77    | 11    |

### Голови за репрезентацију
| #   | Датум              | Место               | Противник           | Резултат | Такмичење                                |
| --- | ------------------ | ------------------- | ------------------- | -------- | ---------------------------------------- |
| 1.  | 22. јун 1997.      | Токио, Јапан        | Макао               | 10-0     | Квалификације за Светско првенство 1998. |
| 2.  | 22. јун 1997.      | Токио, Јапан        | Макао               | 10-0     | Квалификације за Светско првенство 1998. |
| 3.  | 28. јун 1997.      | Токио, Јапан        | Оман                | 1-1      | Квалификације за Светско првенство 1998. |
| 4.  | 7. септембар 1997. | Токио, Јапан        | Узбекистан          | 6-3      | Квалификације за Светско првенство 1998. |
| 5.  | 8. новембар 1997.  | Токио, Јапан        | Казахстан           | 5-1      | Квалификације за Светско првенство 1998. |
| 6.  | 15. фебруар 1998.  | Аделејд, Аустралија | Аустралија          | 3-0      | Пријатељска                              |
| 7.  | 7. јун 2001.       | Јокохама, Јапан     | Аустралија          | 1-0      | Куп конфедерација 2001.                  |
| 8.  | 27. март 2002.     | Лођ, Пољска         | Пољска              | 2-0      | Пријатељска                              |
| 9.  | 14. јун 2002.      | Осака, Јапан        | Тунис               | 2-0      | Светско првенство 2002.                  |
| 10. | 18. јун 2003.      | Сен Дени, Француска | Нови Зеланд         | 3-0      | Куп конфедерација 2003.                  |
| 11. | 28. фебруар 2006.  | Дортмунд, Немачка   | Босна и Херцеговина | 2-2      | Пријатељска                              |

## Трофеји

### Шонан белмаре
- АФК Куп победника купова (1): 1996.

### Рома
- Серија А (1): 2001.

### Парма
- Куп (1): 2002.

### Јапан
- Куп конфедерација (сребро): 2001.